# 제2회 대한민국국제청소년영화제
제2회 대한민국국제청소년영화제는 2002년 11월 8일에 열린 시상식이다.

## 수상 및 후보

### 단체상 - 대상
- 내 자리는 어디인가? - 박범재 수상
- 우리아버지는 간첩입니다. - 이성태 수상

### 단체상 - 금상
- 우리가 눈뜰때 - 박기훈 수상
- FANTASY - 장윤 수상

### 단체상 - 은상
- 4호선(Line NO.4) - 김효준 수상
- 키싱구라미 - 박미선 수상
- 검은 폐를 가진 사람들 - 전현표 외 1명 수상
- 석대왕 - 안주형 수상

### 단체상 - 동상
- 오!필승코리아 - 김윤미 수상
- 봇대군 이야기 - 조장환 수상
- 마네킹 - 시네뜰 수상
- 양이와 빡새 - 김현정 수상
- 굿나잇이라 하지말고 굿모닝이라 하여다오. - 유진현 수상

### 단체상 - 장려상
- 내 친구는 수족관에 산다. - 박지혜 수상
- 서로 사랑 - 김반야 수상
- 은상자 - 한아람 수상
- 한 여름밤의 꿈 - 강혜진 수상
- 외눈박이 물고기의 사랑 - 류기학 수상
- 월광 - 박서아 수상
- 소녀들의 저녁식사 - 최두영 외 3명 수상
- 양성평등은 아직인가? - 오민석 수상
- 꿈을 펼처라 - 최영주 수상
- 기차가 보고 싶은 아이들 - 김동주 수상
- 개구리가 우물에서 나왔을때 - 이선주 수상
- 나쁜아이 - 최신춘 외 1명 수상
- 기대지마시오 - 박진완 수상
- 죽방울 - 배명식 외 1명 수상
- missing - 이은실 수상
- he Road Signal - 박진섭 수상
- 아, 아름다운 그녀 - 유미진 수상
- 귀나비 - 이수철 수상
- 반항(Defiance) - 정현복 수상
- 혼자 돌아오는길 - 황인준 수상
- 그 남매. 집요하다 - 이아름 수상
- 세상에서 제일 예쁜 우리엄마 - 강민희 수상
- 제7급(The 7th class) - 송용배 수상
- 검은 폭소, 철수의 양심선언 - 임태용 수상
- 하낄로 - 이정우 수상
- 개성만점!! 핸드폰세상 - 조세경 수상
- 복지인의 길에서 - 정진일 수상